# Cyperus purpureoviridis
Cyperus purpureoviridis är en halvgräsart som beskrevs av Kaare Arnstein Lye. Cyperus purpureoviridis ingår i släktet papyrusar, och familjen halvgräs. Inga underarter finns listade i Catalogue of Life.